# Izrael Ber Icynger
Izrael Ber Icynger ps. Alter Sznur (ur. 13 lipca 1911 w Bieczu, zm. 22 sierpnia 1944 w Auschwitz-Birkenau) – ortodoksyjny nauczyciel, polityk, dziennikarz i poeta tworzący w języku jidysz.

## Życiorys
Urodził się w rodzinie Izaaka i Sary Icyngerów. Wychowany został przez dziadka Chaima Salomona Icyngera. Naukę kontynuował u naczelnego rabina Tarnowa Mejera Arika. Był jednym z pierwszych przywódców partii Aguda w mieście. W 1934 roku przeniósł się do Łodzi, gdzie uczył w szkołach religijnych aż do 1941 roku. Ożenił się ze Zlatą Borensztejn, nauczycielką pochodzącą ze Staszowa.
Icynger zaczął tworzyć mieszkając w Bieczu. Pierwszy wiersz opublikował w wieku 15 lat. Później, w Łodzi, brał czynny udział w redagowaniu czasopisma „Bet Jaakow”; miał w nim stały dział. 
W czasie okupacji niemieckiej Icynger przebywał w Łodzi, gdzie aktywnie uczestniczył w życiu literackim getta. Ze względu na panujący reżim, spotkania odbywały się w prywatnym, zamkniętym gronie u poetki Miriam Ulinower.
Jedynym w swoim rodzaju przedsięwzięciem Icyngera było wydawanie odręcznej gazetki w języku hebrajskim „Ha-Mesaper” (hebr. „Narrator”), z literackim dodatkiem dwutygodniowym „Min Ha-Mejcar” (hebr. „Z ucisku”), którą redagował co najmniej do 14 września 1942 roku. Spisywał kronikę getta, pisał artykuły, piosenki, komiksy itp. Icynger prowadził też konspiracyjny almanach literacki „Geto-szriftn”.
Poruszał w swoich utworach najważniejsze problemy getta. Potępiał policję gettową i Rumkowskiego (Czarny Żyd, Piętnaście marek, Jestem policjantem).
Izrael Ber Icynger podpisywał swoje wiersze licznymi pseudonimami. Oprócz najbardziej znanego – Alter Sznur, posługiwał się także nazwiskami: Mordowicz, M. Grinwald, A. B. Fridman, Abraham Majzels, Sadenkiewicz.
Część twórczości Altera Sznura ocalała. Odnalazł się pierwszy numer „Min Ha-Mejcar” oraz fragmenty numerów: 2 i 3. Jakub Cwi Juszkowicz, przechowywał w swoim domowym archiwum w Izraelu inne utwory. Odnaleziono także ukrytą w getcie paczkę piosenek Icyngera. Obecnie znajduje się ona w zbiorach Żydowskiego Instytutu Historycznego w Warszawie.
Izrael Ber Icynger wojny nie przeżył, podobnie jak dwójka jego dzieci. Kiedy Gestapo zabrało jego dzieci do szpitala, gdzie przebywały przed wysyłką na śmierć, ojciec próbował z nimi uciec. W trakcie przechodzenia przez wysokie ogrodzenie dzieci zostały złapane, a jemu – z pomocą żydowskiego policjanta – udało się uciec. Jednak 21 sierpnia 1944 r. wraz z żoną został wywieziony do niemieckiego nazistowskiego obozu zagłady Auschwitz. Ze względu na „zły wygląd” (miał gipsowy opatrunek na ręce) przy selekcji został skierowany na śmierć. 22 sierpnia 1944 r. zginął w komorze gazowej. Żona, którą zakwalifikowano do pracy przeżyła obóz i wojnę. Wyemigrowała do Izraela, zamieszkała w Kirjat Atta. 

## Twórczość[4]
- „Far a halbe kilo brojt“  – Sadenkewicz (I. B. Icynger)
- „Din tojre“ – A. Majzels (I. B. Icynger)
- „Brojt“ – A. B. Fridman (I. B. Icynger)
- „Mariszin lager“  – A. B. Fridman (I. B. Icynger)
- „Fekalie” – M. Grinwald (I. B. Icynger),
- „A żabe“ –  A. Majzels (I. B. Icynger)
- „Wajl“ –  A. Majzels (I. B. Icynger)
- „Men flikt feder” –  A. Majzels (I. B. Icynger)
- „Jom kipur in tamuz” –  A. Majzels (I. B. Icynger)
- „Ojf Czarnickego“ – M. Grinwald (I. B. Icynger),
- „Tfile“ – M. Grinwald (I. B. Icynger),